# MaK DE 501
A MaK DE 501 dízel-elektromos tolatómozdony-sorozat, amelyet a Maschinenbau Kiel (MaK) gyártott 1980 és 1983 között, összesen 20 példányban. A MaK DE 501 tengelyelrendezése Co, üzemi tömege 60–66 tonna, maximális megengedett sebessége 45 km/h (28 mph), tüzelőanyag-tartálya 1700 l (370 imp gal; 450 US gal) kapacitású. A mozdonyt kettő különböző motortípussal lehetett rendelni, az MTU által gyártott motor névleges teljesítménye 500 kW (680 PS), míg az MWM-motoré 510 kW (693 PS).
A MaK DE 501-ből 1980 és 1983 között húsz példány készült. Ezek közül tizenegy mozdonyt a Krupp Stahl AG rendelt, melyeket 1994-ben az Eisenbahn und Häfen vett át. Hat mozdony a RAG Bahn und Häfen megrendelésére készült. Egy mozdonyt a Deutsche Bundesbahn 1983-ban 259 sorozat típusmegjelölés alatt tesztelt a V 60 sorozat lehetséges utódjaként.
A mozdony helyét a MaK termékpalettáján 1984-ben egy erősebb MTU-motorral vagy a DE 501-be is szerelt MWM-motorral rendelhető DE 502 vette át. 
A DE 501 és a DE 502 a német járműnyilvántartásban a 98 80 0271 sorszámmal szerepel.

## Üzemeltetők
1980 és 1983 között 20 DE 501 típusú mozdonyt építettek, tizenötöt MTU- és ötöt MWM-motorral szereltek. Legnagyobb megrendelője Krupp Stahl AG volt 11 mozdonnyal. 1989-ben selejtezték a típus első példányát egy balesetet követően, a 2010-es évek során további tíz DE 501-et selejteztek.
| MaK DE 501 mozdonyok listája |             |                                                                |                                                              | |
| Gyártási szám                | Gyártás éve | Első üzemeltető                                                | Legutóbbi üzemeltető                                         | Megjegyzés |
| 700039                       | 1980        | Ruhrkohle AG, Zechenbahn- und Hafenbetriebe Ruhr-Mitte „V 001“ | RBH Logistics GmbH „551“                                     | Korábban Ruhrkohle AG „551“, RAG Deutsche Steinkohle AG „551“, RBH–RAG Bahn und Hafen GmbH „551“. 2015-ben a leverkuseni Bender Recycling GmbH & Co. KG telephelyén ócskavasként feldarabolták |
| 700040                       | 1980        | Krupp Stahl AG, Werk Duisburg-Rheinhausen „KS-WR 79“           | ThyssenKrupp Steel Europe AG „766“                           | Korábban Eisenbahn und Häfen GmbH „766“. UIC-pályaszáma: 98 80 0271 002-4 D-EHG |
| 700041                       | 1981        | Bündener Cementwerke AG „Em 3/3“                               | Holcim (Schweiz) AG „Em 837 911-7“                           | Korábban Bündner Cement AG, HCB Untervaz AG, HCB Cement AG, Holcim Zement AG. A 2010-es években selejtezték |
| 700042                       | 1981        | Krupp Stahl AG, Werk Duisburg-Rheinhausen „KS-WR 80“           | Outokumpu Nirosta GmbH                                       | Korábban Krupp Verkehrstechnik GmbH – Werk Kiel-Friedrichsort, Siemens Schienenfahrzeugtechnik, Krupp Nirosta GmbH – Werk Düsseldorf-Benrath „80“, Krupp Thyssen Nirosta GmbH – Werk Düsseldorf-Benrath „80“, ThyssenKrupp Nirosta GmbH – Werk Düsseldorf-Benrath „80“, Outokumpu Nirosta GmbH – Düsseldorf-Benrath „80“ |
| 700043                       | 1981        | Krupp Stahl AG, Werk Duisburg-Rheinhausen „KS-WR 81“           | ThyssenKrupp Steel Europe AG „761“                           | Korábban Hüttenwerke Krupp Mannesmann GmbH „71“, Eisenbahn und Häfen GmbH „761“ |
| 700044                       | 1981        | Krupp Stahl AG, Werk Duisburg-Rheinhausen „KS-WR 82“           | Outokumpu Nirosta GmbH AG „82“                               | Korábban Krupp Verkehrstechnik GmbH – Werk Kiel-Friedrichsort, Siemens Schienenfahrzeugtechnik, Krupp Nirosta GmbH – Werk Dillenburg „82“, Krupp Thyssen Nirosta GmbH – Werk Dillenburg „82“, ThyssenKrupp Nirosta GmbH – Werk Dillenburg „82“ |
| 700045                       | 1981        | Krupp Stahl AG, Werk Duisburg-Rheinhausen „KS-WR 83“           | ThyssenKrupp Steel Europe AG „762“                           | Korábban Hüttenwerke Krupp Mannesmann GmbH „73“, Eisenbahn und Häfen GmbH „762“, ThyssenKrupp Nirosta GmbH – Werk Dillenburg „82“. 2019-ben selejtezték |
| 700046                       | 1981        | Krupp MaK Maschinenbau GmbH                                    | ThyssenKrupp Steel Europe AG „767“                           | Korábban Krupp Stahl AG – Werk Duisburg-Rheinhausen „KS-WR 84“, Teutoburger Wald-Eisenbahn AG, Eisenbahn und Häfen GmbH „767“ |
| 700047                       | 1981        | Krupp MaK Maschinenbau GmbH                                    | RBH Logistics GmbH „557“                                     | Korábban Krupp Stahl AG – Werk Duisburg-Rheinhausen „KS-WR 85“, Ruhrkohle AG – Zechenbahn- und Hafenbetriebe Ruhr-Mitte „587“, Ruhrkohle AG – RAG Bahn- und Hafenbetriebe „587“, Ruhrkohle AG – RAG Bahn- und Hafenbetriebe „557“, Deutsche Steinkohle AG – RAG Bahn- und Hafenbetriebe „557“, RAG Bahn und Hafen GmbH „557“. 2015-ben a leverkuseni Bender Recycling GmbH & Co. KG telephelyén ócskavasként feldarabolták |
| 700048                       | 1981        | Krupp MaK Maschinenbau GmbH                                    | ThyssenKrupp Steel Europe AG „763“                           | Korábban Krupp Stahl AG – Werk Duisburg-Rheinhausen „KS-WR 86“, Hüttenwerke Krupp Mannesmann GmbH „76“, Eisenbahn und Häfen GmbH „763“ |
| 700049                       | 1981        | Krupp MaK Maschinenbau GmbH                                    | RBH Logistics GmbH „559“                                     | Kiállították a „Hannover Messe 1981” rendezvényen. Korábban Verkehrsbetriebe Peine-Salzgitter GmbH, Eisenbahn-Gesellschaft Altona-Kaltenkirchen-Neumünster, Danske Statsbaner, Rheinische Braunkohlewerke AG, Deutsche Bundesbahn „259 002-4“, Audi NSU Auto Union AG – Werk Ingolstadt, AG der Dillinger Hüttenwerke, K+S Kali und Salz AG – Werk Neuhof, Volkswagenwerk AG – Werk Wolfsburg, Deutsche Solvay Werke GmbH, Ruhrkohle AG – Zechenbahn- und Hafenbetriebe Ruhr-Mitte „590“, Ruhrkohle AG – RAG Bahn- und Hafenbetriebe „590“, Ruhrkohle AG – RAG Bahn- und Hafenbetriebe „559“, Deutsche Steinkohle AG − RAG Bahn- und Hafenbetriebe „559“, RAG Bahn und Hafen GmbH „559“. A 2010-es évek óta használaton kívül áll |
| 700050                       | 1981        | Krupp MaK Maschinenbau GmbH                                    | ThyssenKrupp Steel Europe AG „764“                           | Korábban Krupp Stahl AG – Werk Duisburg-Rheinhausen „KS-WR 87“, Hüttenwerke Krupp Mannesmann GmbH „77“, Eisenbahn und Häfen GmbH „764“ |
| 700051                       | 1981        | Krupp MaK Maschinenbau GmbH                                    | RBH Logistics GmbH „558“                                     | Korábban Krupp Stahl AG – Werk Duisburg-Rheinhausen „KS-WR 88“, Ruhrkohle AG – BAG Westfalen „699“, Ruhrkohle AG – Zechenbahn- und Hafenbetriebe Ruhr-Mitte „588“, Ruhrkohle AG – RAG Bahn- und Hafenbetriebe „588“, Ruhrkohle AG – RAG Bahn- und Hafenbetriebe „558“, Deutsche Steinkohle AG – RAG Bahn- und Hafenbetriebe „558“, RAG Bahn und Hafen GmbH „558“. 2011-ben selejtezték |
| 700052                       | 1981        | Krupp MaK Maschinenbau GmbH                                    | ThyssenKrupp Steel Europe AG „765“                           | Korábban Krupp Stahl AG – Werk Duisburg-Rheinhausen „KS-WR 89“, Hüttenwerke Krupp Mannesmann GmbH „79“, Eisenbahn und Häfen GmbH „765“. 2019-ben selejtezték |
| 700053                       | 1981        | Ruhrkohle AG, Zechenbahn- und Hafenbetriebe Ruhr-Mitte „V 502“ | RBH Logistics GmbH „552“                                     | Korábban Ruhrkohle AG – Zechenbahn- und Hafenbetriebe Ruhr-Mitte „552“, Ruhrkohle AG – RAG Bahn- und Hafenbetriebe „552“, Deutsche Steinkohle AG – RAG Bahn- und Hafenbetriebe „552“, RAG Bahn und Hafen GmbH „552“. 2015-ben a leverkuseni Bender Recycling GmbH & Co. KG telephelyén ócskavasként feldarabolták |
| 700054                       | 1981        | Ruhrkohle AG, Zechenbahn- und Hafenbetriebe Ruhr-Mitte „V 503“ | Ruhrkohle AG, Zechenbahn- und Hafenbetriebe Ruhr-Mitte „553“ | 1989-ben egy baleset után selejtezték |
| 700055                       | 1981        | Ruhrkohle AG, Zechenbahn- und Hafenbetriebe Ruhr-Mitte „V 504“ | RBH Logistics GmbH „554“                                     | Korábban Ruhrkohle AG – Zechenbahn- und Hafenbetriebe Ruhr-Mitte „554“, Ruhrkohle AG – RAG Bahn- und Hafenbetriebe „554“, Deutsche Steinkohle AG – RAG Bahn- und Hafenbetriebe „554“, RAG Bahn und Hafen GmbH „554“. 2019-ben a leverkuseni Bender Recycling GmbH & Co. KG telephelyén ócskavasként feldarabolták |
| 700056                       | 1981        | Ruhrkohle AG, Zechenbahn- und Hafenbetriebe Ruhr-Mitte „V 505“ | RBH Logistics GmbH „555“                                     | Korábban Ruhrkohle AG – RAG Bahn- und Hafenbetriebe „555“, Deutsche Steinkohle AG – RAG Bahn- und Hafenbetriebe „555“, RAG Bahn und Hafen GmbH „555“. 2019-ben a leverkuseni Bender Recycling GmbH & Co. KG telephelyén ócskavasként feldarabolták |
| 700057                       | 1982        | Ruhrkohle AG, Zechenbahn- und Hafenbetriebe Ruhr-Mitte „V 506“ | RBH Logistics GmbH „556“                                     | Korábban Ruhrkohle AG – Zechenbahn- und Hafenbetriebe Ruhr-Mitte „556“, Ruhrkohle AG – RAG Bahn- und Hafenbetriebe „556“, Deutsche Steinkohle AG – RAG Bahn- und Hafenbetriebe „556“, RAG Bahn und Hafen GmbH „556“. 2019-ben a leverkuseni Bender Recycling GmbH & Co. KG telephelyén ócskavasként feldarabolták |
| 700058                       | 1983        | K+S Kali und Salz AG, Werk Neuhof „1“                          | NFG Bahnservice GmbH                                         | Korábban K+S Kali und Salz GmbH – Werk Neuhof „1“, K+S Kali GmbH – Werk Neuhof „1“, Thomas Biller, Gmeinder Lokomotiven GmbH. 2021 óta használatlanul áll |

## Fordítás
- Ez a szócikk részben vagy egészben  a   MaK DE 501 című német Wikipédia-szócikk ezen változatának fordításán alapul.  Az eredeti cikk szerkesztőit annak laptörténete sorolja fel. Ez a jelzés csupán a megfogalmazás eredetét és a szerzői jogokat jelzi, nem szolgál a cikkben szereplő információk forrásmegjelöléseként.